# Stade d'athlétisme de Mizuho
Le Mizuho Athletic Stadium est un stade de football avec piste d'athlétisme, situé à Nagoya, dans la préfecture d'Aichi au Japon.

## Histoire
Inauguré en 1941, il est depuis le terrain de jeu du Nagoya Grampus. 
Propriété de la ville de Nagoya, l'enceinte a une capacité de 27 000 places, réduite à 20 000 pour les rencontres du championnat du Japon de football.
Il héberge la 100e édition des Championnats du Japon d'athlétisme.